# Bristol Rovers FC
Bristol Rovers F.C. este un club de fotbal din orașul Bristol, Anglia care joacă pe stadionul Memorial Stadium, în cartierul Horfield. În prezent evoluează în Football League Two.

### Istoria clubului
Clubul a fost fondat în anul 1883 sub numele de Black Arabs F.C. ei fiind cunoscuți sub numele de Eastville Rovers sau Bristol Eastville Rovers înainte de a-și schimba numele definitiv în Bristol Rovers F.C. în 1898. Cea mai bună clasare a lor a fost locul șase în Divizia a doua în anul 1956.
Porecla de Pirații reflectă istoria maritimă a clubului. Porecla locală a clubului este The Gas pentru că lângă stadionul lor se află o bază de gaze naturale. Rivala lor este Bristol City, orgoliile între cele două cluburi fiind foarte mari.
Clubul s-a format ca urmare a unei întâlniri la un restaurant din Bristol în septembrie 1883. Inițial numele clubului a fost Black Arabs F.C., după echipele de rugby arăbești dar și pentru că în culorile echipamentului predomină culoarea negru.Numele acesta nu a fost folosit decât pentru un an după care clubul și-a schimbat numele în Eastville Bristol Rovers F.C. pentru a atrage mai mulți fani.

### Antrenori
Lista antrenorilor echipei:
| 1899–1920 | Alfred Homer            |
| 1920–21   | Ben Hall                |
| 1921–26   | Andrew Wilson           |
| 1926–29   | Joe Palmer              |
| 1929–30   | David McLean            |
| 1930–36   | Albert Prince-Cox       |
| 1936–37   | Percy Smith             |
| 1938–50   | Brough Fletcher         |
| 1950–68   | Bert Tann               |
| 1968–69   | Fred Ford               |
| 1969–72   | Bill Dodgin, Sr.        |
| 1972–77   | Don Megson              |
| 1977–79   | Bobby Campbell          |
| 1979–80   | Harold Jarman           |
| 1980–81   | Terry Cooper            |
| 1981      | Ron Gingell (interimar) |
| 1981–83   | Bobby Gould             |
| 1983–85   | David Williams          |

| 1985–87   | Bobby Gould                                    |
| 1987–91   | Gerry Francis                                  |
| 1991      | Martin Dobson                                  |
| 1991–92   | Dennis Rofe                                    |
| 1992–93   | Malcolm Allison                                |
| 1993      | Steve Cross (interimar)                        |
| 1993–96   | John Ward                                      |
| 1996–2001 | Ian Holloway                                   |
| 2001      | Garry Thompson (interimar)                     |
| 2001      | Gerry Francis                                  |
| 2001–02   | Garry Thompson                                 |
| 2002      | Phil Bater (interimar)                         |
| 2002–04   | Ray Graydon                                    |
| 2004      | Phil Bater (interimar)                         |
| 2004      | Russell Osman și Kevan Broadhurst (interimari) |
| 2004–05   | Ian Atkins                                     |
| 2005–     | Paul Trollope                                  |

Conducerea clubului
| Job title                              | Name             |
| -------------------------------------- | ---------------- |
| Manager                                | Matt Taylor      |
| Asistent manager                       | Jamie McAllister |
| Antrenor principal                     | Kevin Bond       |
| Antrenor portari                       | Anssi Jaakkola   |
| Medic                                  | Ian Ferguson     |
| Terapeut                               | Leighanne Kelly  |
| Director                               | George Friend    |
| Responsabil recrutare                  | Chris Spendlove  |
| Responsabil analiză                    | Adam Mahoney     |
| Asistent principal analiză             | Lewis Mahoney    |
| Asistent specialist sportiv            | Harvey Baker     |
| Antrenor forță și condiție             | Chris Cone       |
| Manager academie                       | Byron Anthony    |
| Antrenor principal tineret (13-16 ani) | Phil Hicks       |
| Antrenor principal fundație            | Jake Sainsbury   |
| Groundsman                             | Ben "Fordy" Ford |
| Manager echipament                     | Josh Evans       |
| Asistent manager echipament            | Tom Foley        |
| Secretar                               | Vacant           |

Consiliul de Administrație
| Poziție                          | Nume             |
| -------------------------------- | ---------------- |
| Președinte                       | Wael al-Qadi     |
| CEO                              | Tom Gorringe     |
| Șef operațiuni sportive          | Eddy Jennings    |
| Director non-executiv            | Chris Gibson MBE |
| Reprezentant clubul suporterilor | Stephen Lamble   |
| Reprezentant clubul suporterilor | Helen Wigmore    |